# حسين الفيلكاوي
حسين الفيلكاوي، لاعب كرة قدم كويتي سابق.
و قد كان يلعب مع نادي العربي الكويتي، وقد سجل هدف في نهائي كأس الأمير 1995/1996.